# فرانك هاميلتون (لاعب اتحاد الرغبي)
فرانك هاميلتون (بالإنجليزية: Frank Hamilton)‏ هو لاعب اتحاد الرغبي جنوب أفريقي، ولد في 30 أبريل 1863 في كيب تاون في جنوب أفريقيا، وتوفي في 7 أغسطس 1901 في فانرهينسدروب في جنوب أفريقيا.